# متحف الطيران تاغانروغ
متحف الطيران تاغانروغ، هو متحف معدات الطيران الموجود في روستوف أوبلاست في مدينة تاغانروغ في روسيا. وهو المتحف الوحيد الذي يضم مجموعة طيران في جنوب روسيا، وواحد من 11 متحفاً وطنياً للطيران.

## تاريخ ومجموعة
منذ عام 1948 على أراضي المطار المركزي في تاغونروغ، يقع في مصنع لإصلاح الطائرات 325 ، وهو المكان الذي هو حاليًا يعتبر متحفًا. كان المصنع بمثابة منشأة لإصلاح الطائرات من طراز أنتونوف أن 12 ، وهي طائرة أنتونوف أن 72، وقطع غيار لإليوشن إل 76 ، وتوبوليف تيو 142 ، وسوخوي سو 25 وسوخوي سو-27 فلانكر. ولكن أيضا طائرات الهليكوبتر ميل مي 8 وميل مي 24. 
المتحف لديه مجموعة لأولئك الذين يحبون بناء نماذج من الطائرات المصغرة. الزوار لديهم الفرصة للجلوس في قمرة القيادة في أي معرض وعقد دفة الطائرة في أيديهم. في المتحف يمكن أيضًا رؤية طائرات هليكوبتر والعديد من معدات الطيران (الأسلحة النارية والصواريخ والقنابل ومقاعد الطرد ونماذج قمرة القيادة وأشياء أخرى). كل قطعة لها تاريخ خاص بها. وكل هذا جُمِع وأُحضر واستُعِيد من قبل موظفي المتحف.